# Kenny Howard

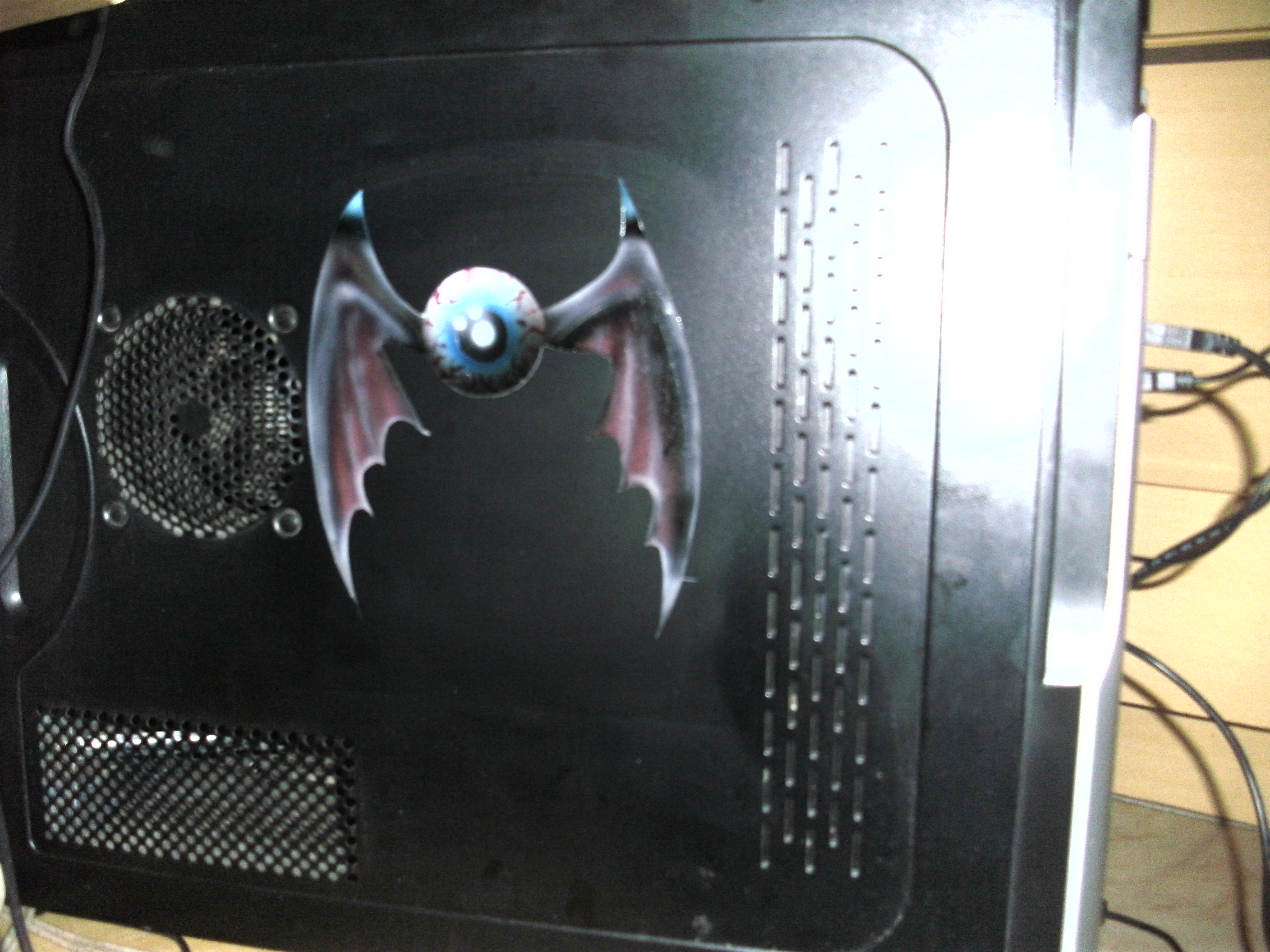
Representação artística do flying eyeball (aerografia)

Kenneth Robert Howard (7 de setembro de 1929 - 19 de setembro de 1992), mais conhecido como Dutch, Von Dutch, ou J. L. Bachs (Joe Lunch Box), foi um mecânico de motocicletas, artista, pinstriper, ferreiro, produtor de armas, canivetes e armas. Seu pai, Wally Howard, foi um pintor de placas de Los Angeles; conduzindo Dutch desde sua adolescência, a pintar profissionalmente. Fundou uma marca de roupas e uma grife denominada Von Dutch Originals, LLC.

## Educação
Durante seus estudos na Compton High School, Howard praticou atletismo e foi conhecido como "o rápido homem de LA." Ele tinha apreciação por música e chegou a ser um flautista.

## Carreira
Em meados de 1950, começou a ganhar dinheiro fazendo pinturas de pin striping durante o tempo que esteve com Dean Jeffries. Von Dutch, influenciou a customização de veículos da década de 1950 aos dias atuais. Alguns de seus trabalhos mais notórios incluem o flying eyeball e o custom Kenford truck, além de numerosas pinturas customizadas em automóveis e motocicletas. Alguns entusiastas da cultura custom e estudiosos dessa arte, consideram Kenny como o pai da Kustom Kulture. Em 1958, Von Dutch desenhou e produziu o "Mare's Leg", um rifle Winchester para a série de televisão Wanted: Dead or Alive.
O Ringadingdoo, de propriedade de Steve McQueen é conhecido por ter sido pintado por Von Dutch

## Morte
Dutch abusou do alcoolismo durante sua vida, o que rendeu-lhe alguns problemas médicos. Morreu em 19 de setembro de 1992 com problemas relacionado ao consumo de álcool, deixando duas filhas, Lisa e Lorna. Suas cinzas foram jogadas no Oceano Pacífico.

## Leitura recomendada
- Koch, Richard; Tony Thacker (2007). Sundays with Von Dutch. Osceola, Wis: Motorbooks. ISBN 0-7603-2626-6